# دریاچه دایان
دریاچه دایان (به لاتین: Dayan Lake) یک دریاچه در مغولستان است که در استان بایان-اولگی واقع شده‌است.